# Aimé Doumenc

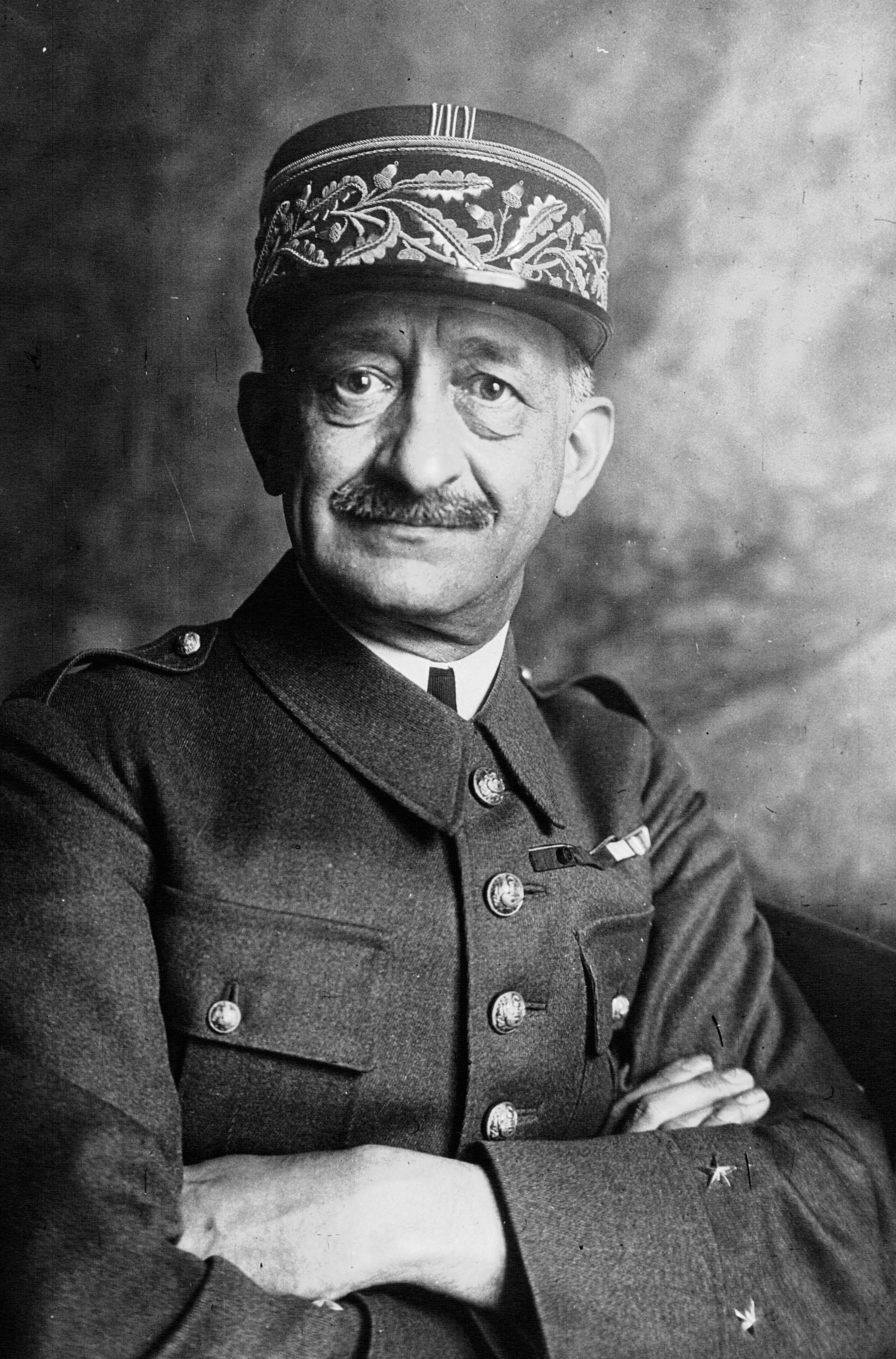
Aimé Doumenc, 1932

Joseph Édouard Aimé Doumenc (* 16. November 1880 in Grenoble; † 21. Juli 1948 am Mont Pelvoux) war ein französischer General.

## Leben
Doumenc entwickelte 1927 das Konzept, Panzer für schnelle Vorstöße unabhängig von der Infanterie zu verwenden.
Im Vorfeld des Deutsch-Sowjetischen Nichtangriffspaktes (1939) weilten er und der britische General Reginald Drax als Verhandlungsführer einer gemeinsamen britischen und französischen Delegationen im Sommer 1939 in der Sowjetunion.

## Auszeichnungen
Dies ist eine unvollständige Auflistung:
- Grand Officier de la Légion d’Honneur (G. O. LH)
- Kriegskreuz 1914–1918
- Croix de guerre théâtres d'opérations extérieurs (T.O.E.)

## Werke
- Les Transports automobiles sur le front français 1914–1918, Plon, 1920.
- Le Mémorial de la terre de France. Contribution à l'histoire militaire de nos provinces, Arthaud, 1943.
- Histoire de la Neuvième armée, Arthaud, 1945.
- Dunkerque et la campagne de Flandre, Arthaud, 1947.
- 1944 et les destinées de la stratégie, Arthaud, 1948.
- Les papiers secrets du général Doumenc (1939–1940) de François Delpla, Olivier Orban, 1992.